# Maciej Mikołaj Olszewski
Maciej Mikołaj Olszewski herbu Ślepowron – podsędek lidzki w latach 1649-1669, cześnik lidzki w latach 1646-1649, starosta cyborski w 1668 roku.
Poseł na sejm 1659 roku, poseł sejmiku lidzkiego na pierwszy sejm 1666 roku, sejm nadzwyczajny 1668 roku.
Poseł na sejm konwokacyjny 1668 roku z powiatu lidzkiego. Był członkiem konfederacji generalnej zawiązanej 5 listopada 1668 roku na tym sejmie. Jako poseł powiatu lidzkiego na sejm elekcyjny 1669 roku podpisał pacta conventa Michała Korybuta Wiśniowieckiego w 1669 roku.